# همه‌شان را بکش
همه‌شان را بکُش (به انگلیسی: Kill 'Em All) اولین آلبوم استودیویی متالیکا است که در ۲۵ ژوئیهٔ ۱۹۸۳ با لیبل مگافرس رکوردز منتشر شد. ضبط این آلبوم در ۲ هفته (۱۰ تا ۲۷ مه ۱۹۸۳) و با بودجه‌ای اندک انجام شد. همه‌شان را بکُش از زمان انتشارش فقط در آمریکا بیش از ۳میلیون نسخه فروش داشته و از آرآی‌اِی‌اِی گواهی ۳ بار پلاتین دریافت کرده است. وبگاه آل‌میوزیک از این آلبوم با عنوان تولد واقعی ترش متال یاد کرده است.
ابتدا قرار بود نام آلبوم Metal Up Your Ass باشد اما به‌دلیل عدم موافقت توزیع‌کنندگان با انتشار آلبومی با این نام، به Kill 'Em All تغییر داده شد. پیش از ورود گروه به استودیو برای ضبط این آلبوم، با جایگزینی کرک همت به‌جای دیو ماستین تغییرات در ترکیب متالیکا پایان یافته بود. با این‌که ماستین در آهنگسازی ۴ ترانه از مجموع ۱۰ ترانهٔ موجود در آلبوم مشارکت داشت، آلبوم فرمی یک‌پارچه و صدایی یک‌دست داشت.

## بازخورد
| بررسی انتقادی                    | بررسی انتقادی |
| منبع                             | رتبه‌بندی      |
| -------------------------------- | ------------- |
| آل‌میوزیک                         | [ ۵ ]         |
| شیکاگو تریبون                    | [ ۲ ]         |
| Collector's Guide to Heavy Metal | ۹/۱۰          |
| دانشنامه موسیقی عامه‌پسند         | [ ۷ ]         |
| گاردین                           | [ ۸ ]         |
| Kerrang!                         | [ ۹ ]         |
| Metal Forces                     | ۱۰/۱۰         |
| پیچفورک                          | ۸٫۶/۱۰        |
| کیو                              | [ ۱۲ ]        |
| راهنمای آلبوم رولینگ استون       | [ ۱۳ ]        |

همه‌شان را بکش با تحسین گستردهٔ منتقدان روبه‌رو شد.

## فهرست قطعات
متن همهٔ ترانه‌ها توسط جیمز هتفیلد نوشته شده است، به جز موارد ذکر شده.
| طرف یکم | طرف یکم              | طرف یکم                  | طرف یکم |
| شماره   | نام                  | آهنگساز                  | مدت     |
| ------- | -------------------- | ------------------------ | ------- |
| ۱.      | «چراغ‌ها را خاموش کن» | جیمز هتفیلد لارس اولریک  | ۴:۱۷    |
| ۲.      | «چهار سوارکار»       | هتفیلد اولریک دیو ماستین | ۷:۱۳    |
| ۳.      | «نفس موتوری»         | هتفیلد                   | ۳:۰۸    |
| ۴.      | «پریدن در آتش»       | هتفیلد اولریک ماستین     | ۴:۴۱    |
| ۵.      | «دشوار – (بی‌هوشی)»   | کلیف برتون               | ۴:۱۴    |
| ۶.      | «شلاق زدن»           | هتفیلد اولریک            | ۴:۰۸    |

| طرف دوم    | طرف دوم                    | طرف دوم              | طرف دوم |
| شماره      | نام                        | آهنگساز              | مدت     |
| ---------- | -------------------------- | -------------------- | ------- |
| ۷.         | «ارباب فریبنده»            | هتفیلد اولریک ماستین | ۵:۰۱    |
| ۸.         | «پریشانی ممنوع»            | هتفیلد اولریک        | ۶:۲۶    |
| ۹.         | «دنبال کردن و از بین بردن» | هتفیلد اولریک        | ۶:۵۴    |
| ۱۰.        | «نیروی متال»               | هتفیلد اولریک ماستین | ۵:۱۱    |
| مجموع مدت: | مجموع مدت:                 | مجموع مدت:           | ۵۱:۲۰   |

| بونز ترک (پخش مجدد ۱۹۸۸ الکترا) | بونز ترک (پخش مجدد ۱۹۸۸ الکترا)          | بونز ترک (پخش مجدد ۱۹۸۸ الکترا) | بونز ترک (پخش مجدد ۱۹۸۸ الکترا) | بونز ترک (پخش مجدد ۱۹۸۸ الکترا) |
| شماره                           | نام                                      | سراینده                         | آهنگساز                         | مدت                             |
| ------------------------------- | ---------------------------------------- | ------------------------------- | ------------------------------- | ------------------------------- |
| ۱۱.                             | «آیا من خبیث هستم؟» (بازخوانی دایمند هد) | شان هریس                        | هریس برایان تتلر                | ۷:۵۰                            |
| ۱۲.                             | «بلیتزکریگ» (بازخوانی بلیتزکریگ)         | برایان راس                      | راس ایان جونز جیم سیروتو        | ۳:۳۷                            |
| مجموع مدت:                      | مجموع مدت:                               | مجموع مدت:                      | مجموع مدت:                      | ۶۲:۴۷                           |

| بونز ترک (پخش مجدد نسخهٔ دیجیتالی) | بونز ترک (پخش مجدد نسخهٔ دیجیتالی) | بونز ترک (پخش مجدد نسخهٔ دیجیتالی) | بونز ترک (پخش مجدد نسخهٔ دیجیتالی) |
| شماره                             | نام                               | آهنگساز                           | مدت                               |
| --------------------------------- | --------------------------------- | --------------------------------- | --------------------------------- |
| ۱۱.                               | «چهار سوارکار» (زنده)             | ماستین هتفیلد اولریک              | nil                               |
| ۱۲.                               | «شلاق زدن» (زنده)                 | هتفیلد اولریک                     | nil                               |